# Férébory Doré
Férébory Doré (Brazzaville, 21 gennaio 1989) è un ex calciatore congolese (Repubblica del Congo), di ruolo attaccante.

## Carriera

### Club
Dopo gli inizi in patria si è trasferito all'Angers, club con il quale ha raccolto più di 100 presenze. Dopo l'avventura in Francia, ha giocato anche in Romania e in Bulgaria.

### Nazionale
Ha esordito in nazionale nel 2010.